# 布丘圣拉斯洛
布丘圣拉斯洛（匈牙利語：Búcsúszentlászló）是匈牙利佐洛州所辖的一个村，总面积1.54平方公里，总人口859，人口密度557.8人/平方公里（2010年1月1日）。